# Eolactoria
Eolactoria es un género extinto de peces actinopterigios prehistóricos. Fue descrito por Tyler en 1975.
Vivió en Italia.